# Cungrea (okręg Aluta)
Cungrea – wieś w Rumunii, w okręgu Aluta, w gminie Cungrea. W 2011 roku liczyła 518 mieszkańców.